# Яківці (Полтава)
Яківці — історична місцевість в Київському районі Полтави, на північно-західній околиці міста. До Яківців відносять три ділянки, заселені в різний час: 1) Дальні (Старі) Яківці — колишнє село, яке виникло в ХVII  ст. у північній частині Монастирської гори — Яківчанській горі; 2) Нові Яківці (Ближні) — частина поля Полтавської битви, інтенсивне заселення якого розпочали в 1950-х роках; 3) Ділянка, яка носить назву "Шведська Могила", заселення якої розпочалося з середини ХІХ століття, коли біля кургану-могили полеглих у Полтавській битві 1709 року воїнів спорудили Самсоніївську церкву, а до 200-річчя битви — музей, церковно-учительську семінарію, школу тощо.

## Історія
В цій місцевості люди мешкали з давніх-давен. На території Яківців збереглося десять курганів скіфського періоду (V-III століття до н. е.).
За однією з імовірних версій, поселення отримало назву від імені першопоселенця шляхтича  Якова Горбаненка в другій чверті ХVII  ст. 
Один із його синів — Петраш Яковенко був у 1649 р. полтавським козацьким сотником. Інші члени цієї родини в другій половині ХVII  ст. відігравали значну роль в полтавському полкові, уряді й полковій сотні.
Відомо, що на початку 1690-х гетьманом І. Мазепою село Яківці пожалуване полтавському полковникові Павлу Семеновичу Герцику (помер біля 1700 р.). 
У 1702 р. за кошти його сина Григорія Герцика споруджено дерев’яний Соборно-Богородицький храм. Серед унікальних експонатів: рукописне Євангеліє за 1543 р., куплене 1690 р. для церковного братства, образи Спасителя і «Благовіщення».
Оскільки Григорій Герцик виступив на боці гетьмана І.С. Мазепи в 1708-1709 рр., то після Полтавської битви його маєтності були конфісковані російською владою. Козаки сіл Яківці й Павленки, в переважній більшості, прийняли бік Мазепи й Григорія Герцика, тому після 1709 року село дуже обезлюдніло. Універсалом гетьмана Івана Скоропадського від 17 січня 1718 року (як компенсацію за втрати й вірність Москві) Яківці були віддані у «довічну власність» підпрапорному  Охтирського полку Петрові Яковлєву. У селі Яківці в 1718 р. налічувалося 47 козаків і 43 посполиті; у 1726 р. - 65 козаків у Яківцях і Павленках разом, 28 посполитих у Яківцях; у 1732 р. — 14 посполитих, 3 порожні двори.
Яківці входили до складу Полтавської міської сотні Полтавського полку. На час перепису 1767–1769 років в Яківцях налічувалося 160 жителів. За довідником 1787 року Яківці – казенне село, яке налічувало вже 400 жителів (215 чоловіків і 185 жінок). У 1790-х роках воно потрапило у власність родини колишньої козацької старшини, пізніше — дворян Чарнишів.
За даними перепису 1859 року у Яківцях Полтавського повіту — 328 жителів.
3 80-х років XIX століття тут був маєток всесвітньо відомого лікаря-хірурга і вченого Миколи Васильовича Скліфосовського. У маєтку, який до смерті сина у 1890 р. мав назву «Відрада», Скліфосовський провів багато часу — проводив там літні відпустки, а останні чотири роки (1900-1904), після інсульту, жив там постійно. Усі землі Скліфосовських займали площу в 668 гектарів. Господарство велося на винятково високому рівні: землеробство велося за восьмипільною сівозміною, запільні ділянки засівалися люцерною. Вирощувалися коні, велика рогата худоба, свині, птиця. Був плодовий промисловий сад, город, виноградник, пасіка на 15 вуликів, хмільник. На косогорах і в ярах висадження дуби, клена, берези.
У 1887 році коштом Скліфосовського в Яківцях споруджено школу в пам'ять про сина Бориса, де селянські діти навчалися грамоти, сільського господарства, городництва, садівництва. Маєток Скліфосовських в 1894 р. отримав умовну назву «Полтавська  Швейцарія».
У своїй садибі (нині — вул. Нагорна №1) Микола Скліфосовський і помер у 1904 році. Могила вченого нині знаходиться за адресою: Естонський провулок, 10. Дружина і дочка Скліфосовського були вбиті у жовтні 1919 року партизанами-анархістами із загону Бібіка. Зберігся тільки будинок, де жив вчений.
У 1938 році Яківці (з 1950-х - селище Дальні або Старі Яківці) було включене до складу Полтави.
Селище Яківці (Ближні або Нові Яківці), в основному, забудовувалися з 1950-х років.
101 яківчанин загинув на фронтах Другої світової війни.

## Галерея

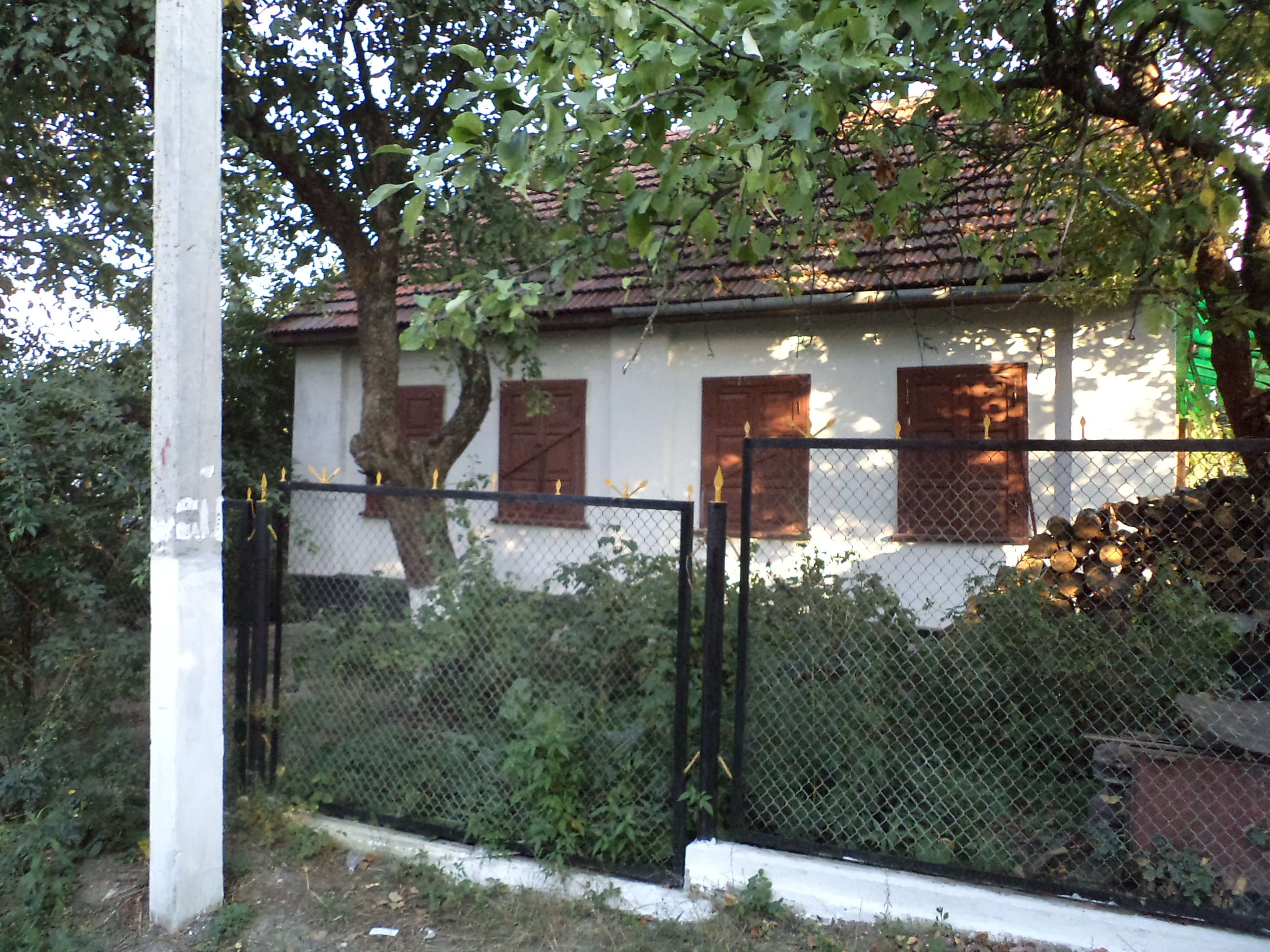
Будинок у Яківцях, в оформленні якого добре помітні традиції української народної архітектури
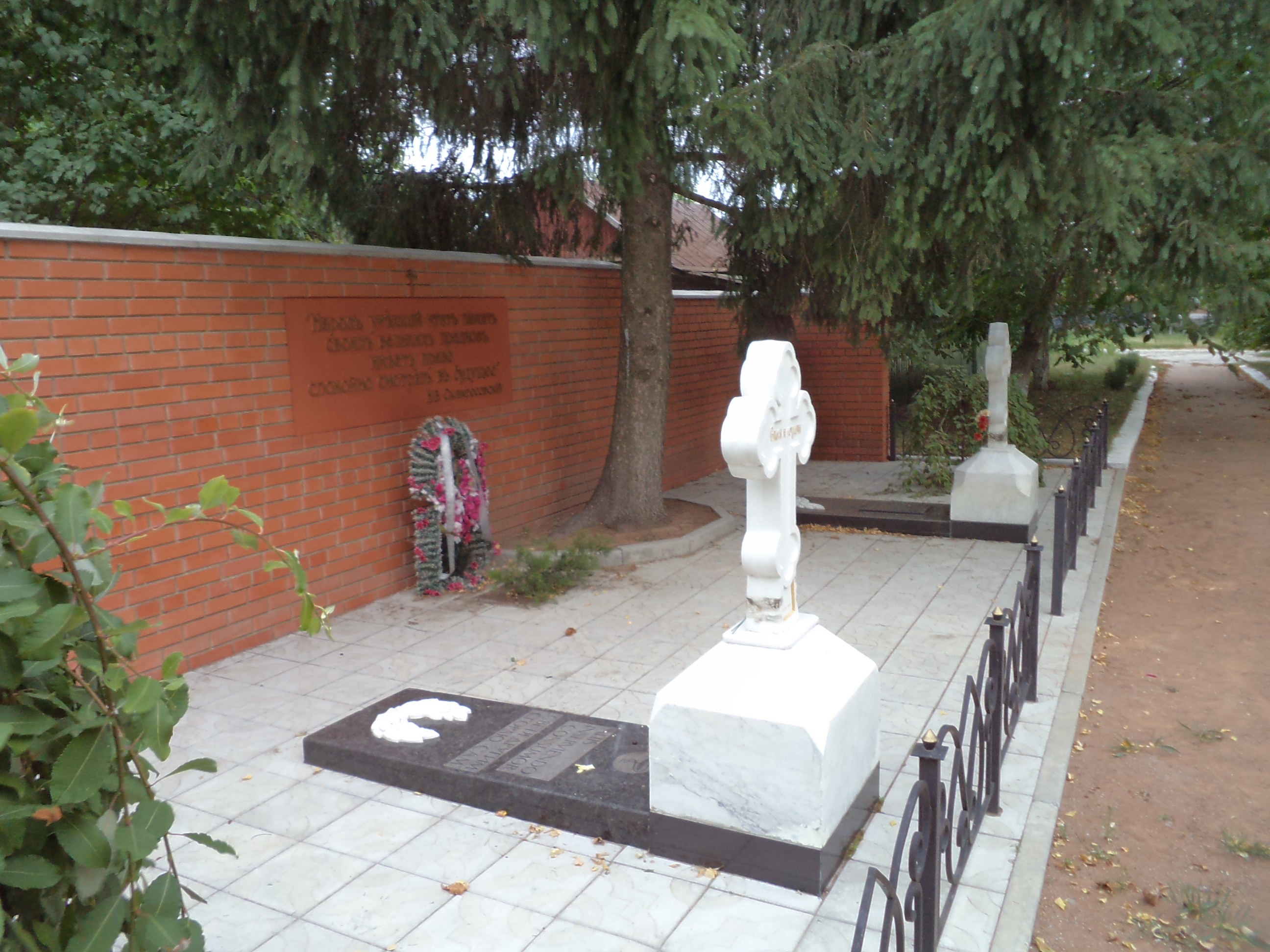
Загальний вигляд поховання Скліфосовських
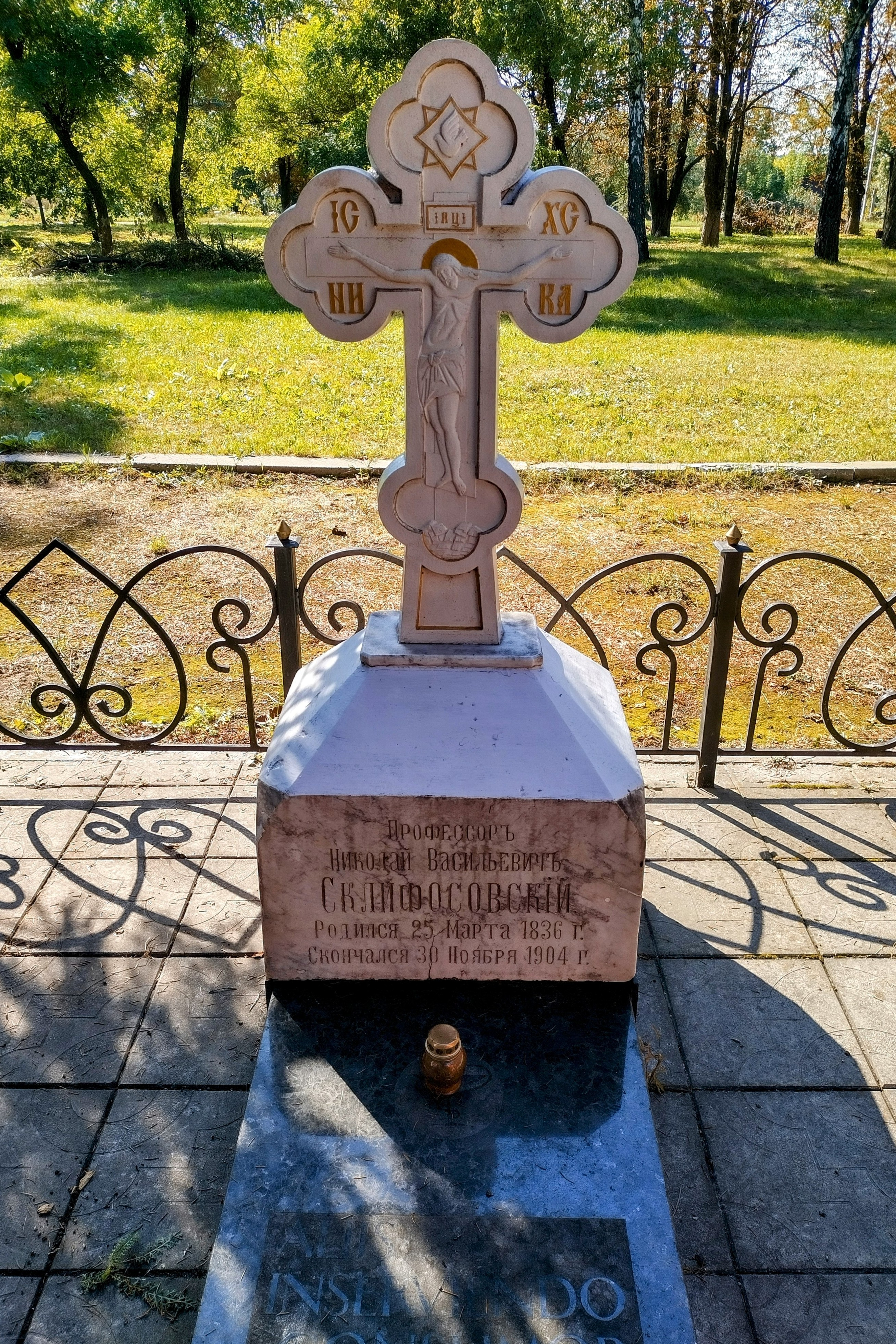
Могила професора Миколи Скліфосовського
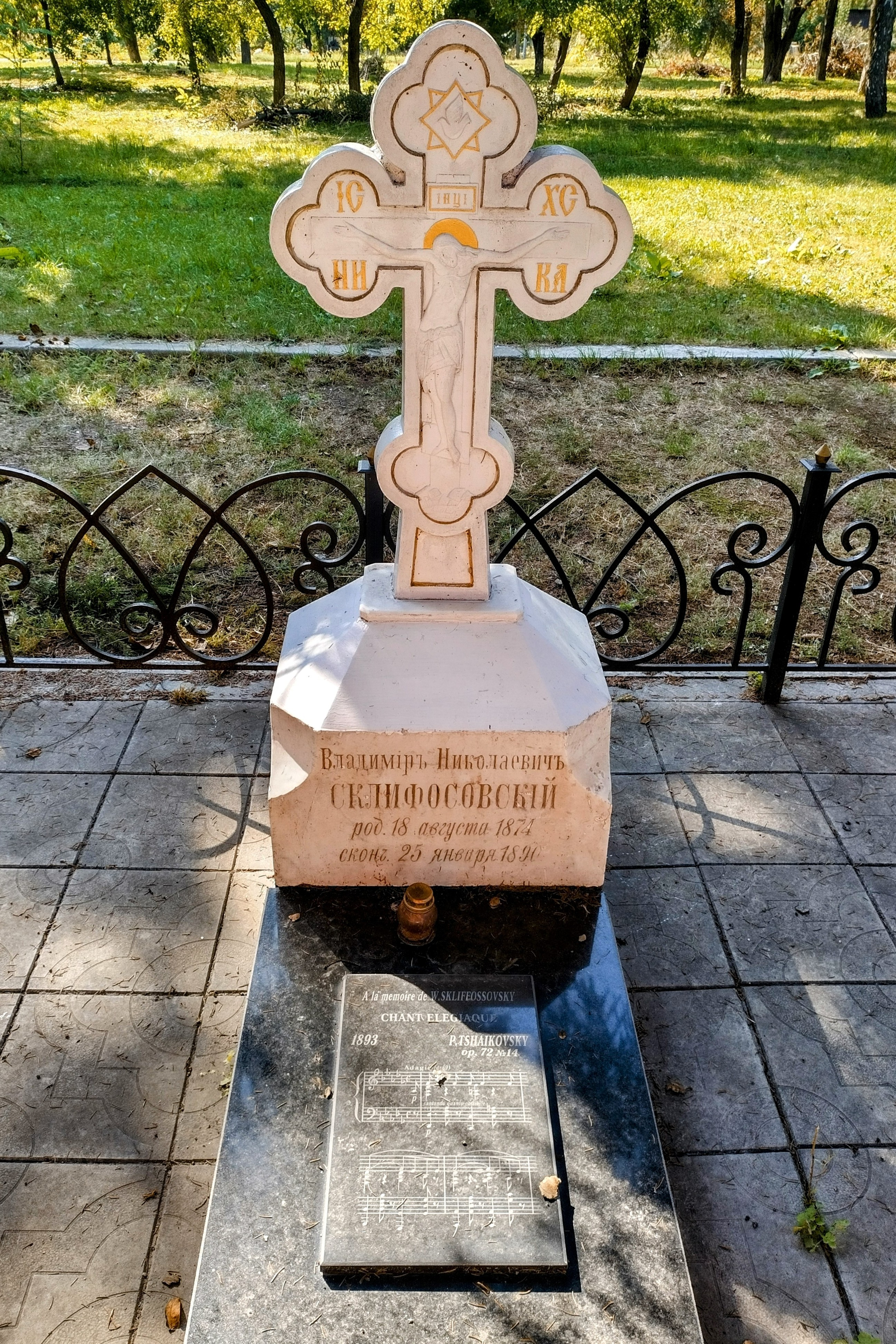
Могила Володимира Скліфосовського
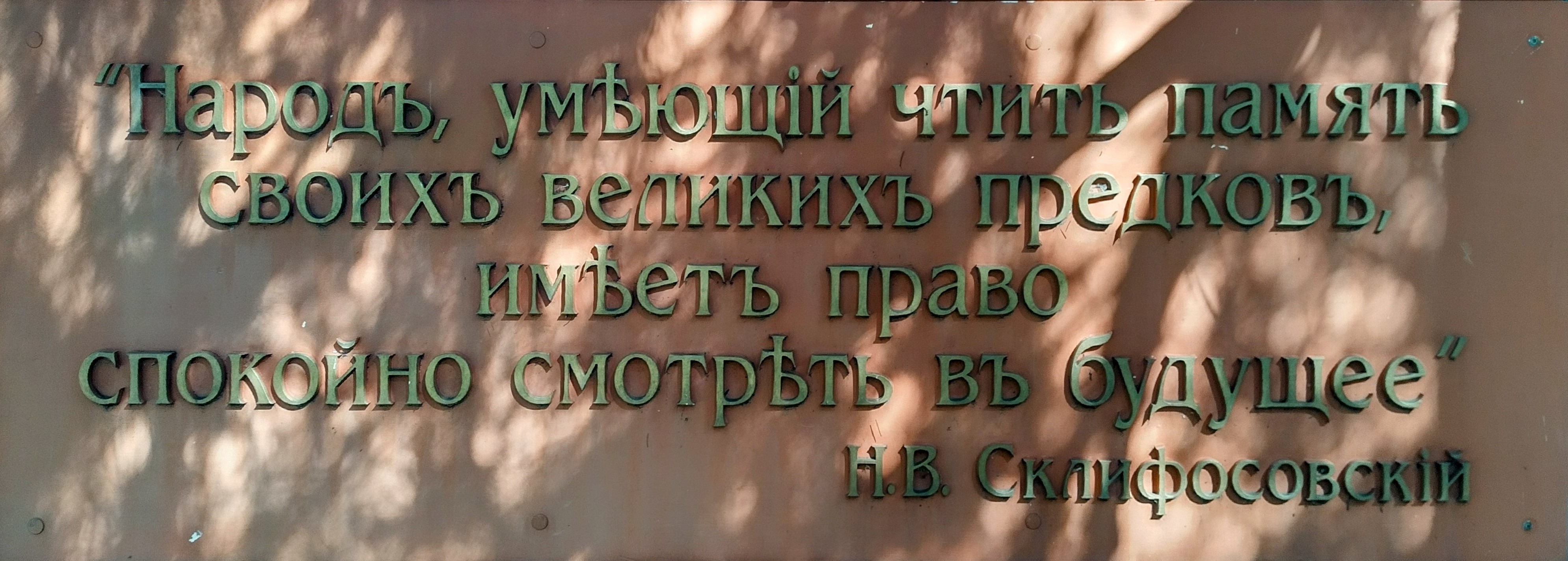
Епітафія на похованні Скліфосовських
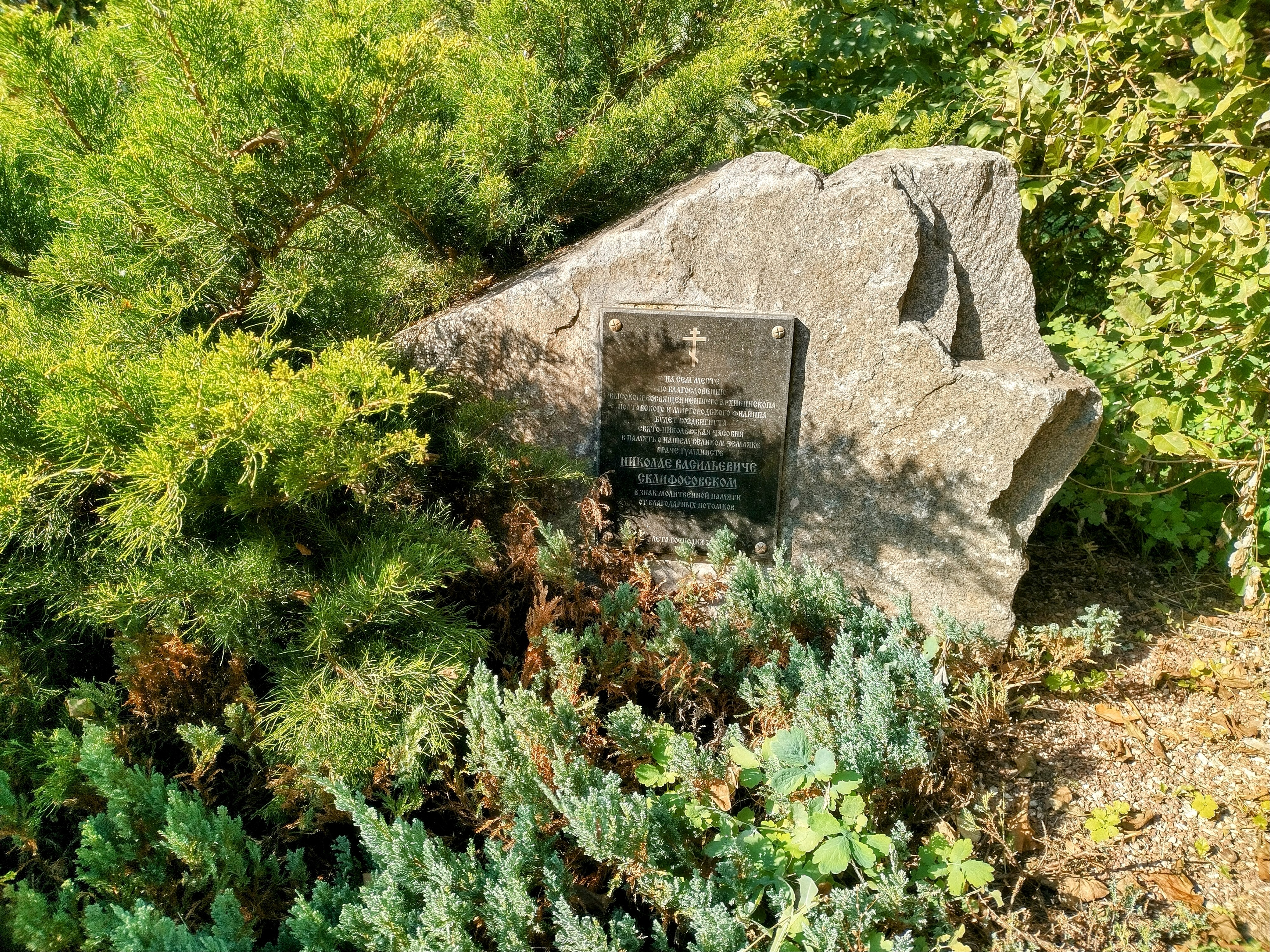
Пам'ятний камінь на честь спорудження Свято-Миколаївської каплиці